# Florentiner Lilie

Florentiner Lilie (Lilie mit Staubfäden)

Florentiner Lilie ist in der Stilkunde gebräuchlich für eine aus der Toskana bekannt gewordene Darstellungvariante der Lilie als Symbol oder Ornament. Neben zahlreicher und vielfältiger Verwendung in der bildenden Kunst ist sie auch als heraldische Lilie von Bedeutung, und Wappenzeichen von Florenz seit dem Mittelalter.

## Darstellung
Die Florentinische Lilie unterscheidet sich von der klassischen Lilie  durch die zwei Staubfäden (Blütenstände) und zeigt gebartete oder gekrauste Blütenblattspitzen. Es finden sich auch Darstellungen mit nicht ganz so ausgeprägten bis stark stilisierten Staubfäden. Italienisch wird sie Giglio bottonato genannt (bottone ‚Knospe‘: ‚geknospete Lilie‘), die Staubfäden selbst werden heraldisch auch mit Lilienenden dargestellt.
Darstellungvarianten für Florenz, aus Antonio Manno: Vocabolario Araldico Ufficiale. Rom 1907:

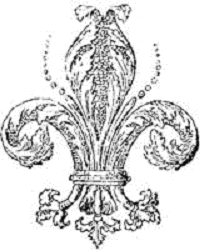
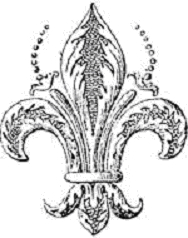
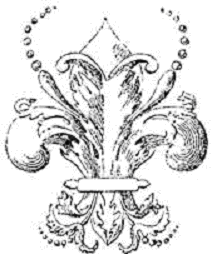
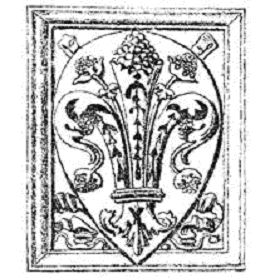

## Geschichte
Die Florentiner Lilie zeigt sich schon seit 1252 am Fiorino (Florin), der Münze der Republik Venedig.
Nachzuweisen als Wappen ist sie früh etwa an der Porta Campana (Torre d'Arnofo) aus dem Jahr 1300, in Castelfranco di Sopra, einer ehemaligen toskanischen Gemeinde in der Provinz Arezzo.

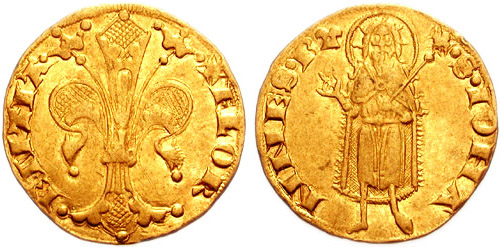
Fiorino (Florin), 1347
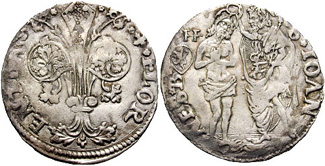
Barile (Schwerer Groschen), Florenz 1506
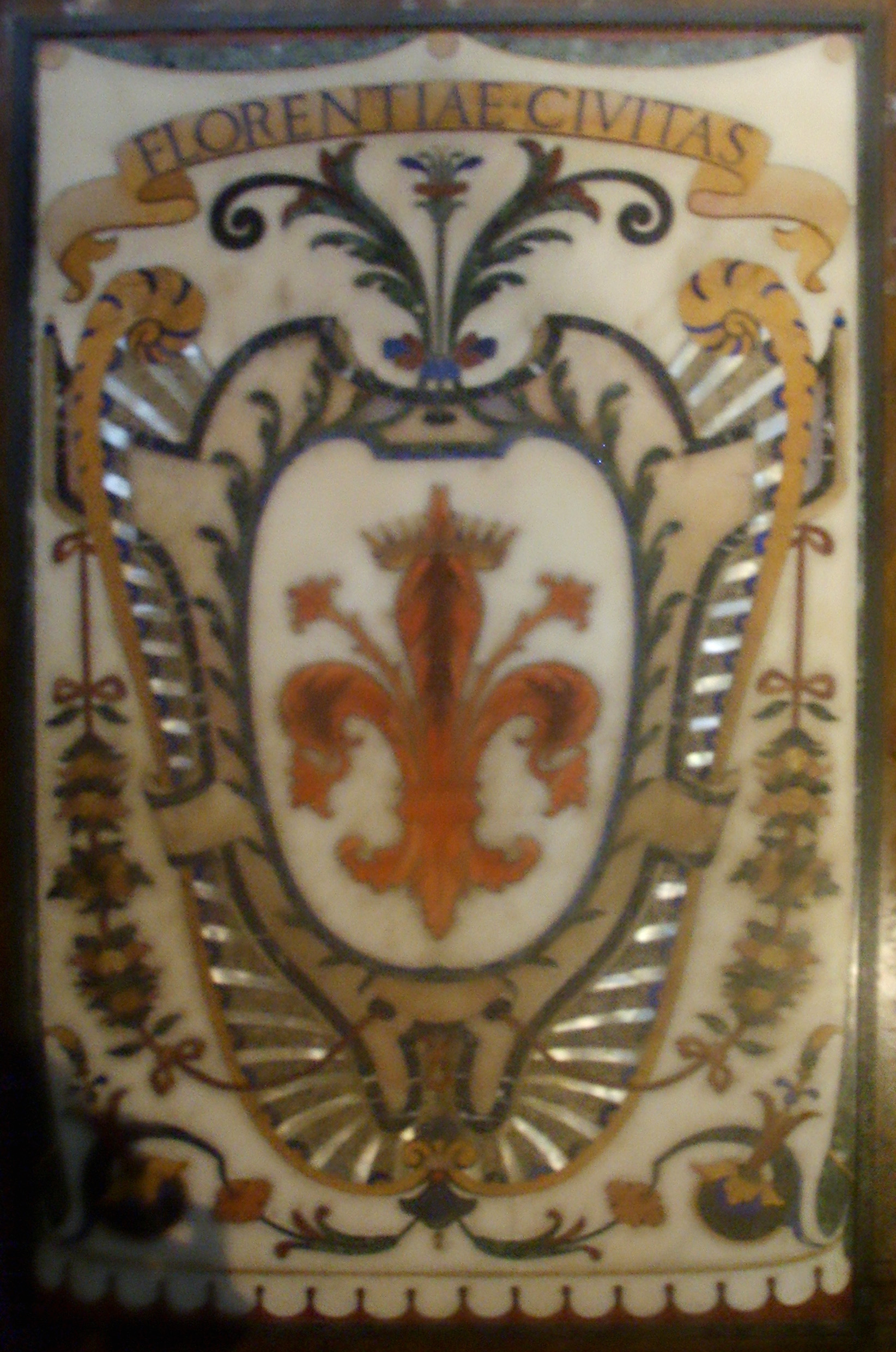
bekrönt in einem Mosaik in der Cappella dei Principi (Medici-Kapelle, Basilica di San Lorenzo di Firenze), 1604

## Heraldik
In der Heraldik ist sie eine gemeine Figur und unterliegt, wie die allgemein bekannte heraldische Lilie, den Regeln der Wappenkunst. Diese Lilie mit den Staubfäden wird auch ornamentierte Lilie genannt.

### Liste von Wappen mit der Florentiner Lilie

Italien, Umraum Florenz
Florenz
Provinz Florenz in verwechselten Farben
Provinz Arezzo Florenz als Figur des Schildchens
Buggiano, Pistoia, Toskana
Ponte Buggianese, Pistoia, Toskana
Ferentino, Frosinone, Latium
Figline Valdarno, Florenz, Toskana Lilie im Banner (Fahne)
Firenzuola, Florenz, Toskana halbe Lilie am Spalt
Scandicci, Florenz, Toskana im rechten Obereck
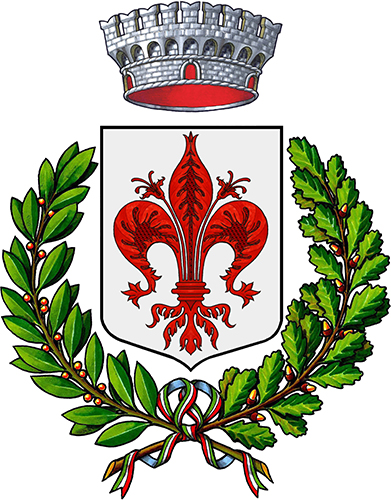
Scarperia, Florenz, Toskana
Santa Croce sull’Arno
Anghiari
Castelfiorentino
San Godenzo
Terricciola

Weitere Wappen
Wappen von Turku, Finnland
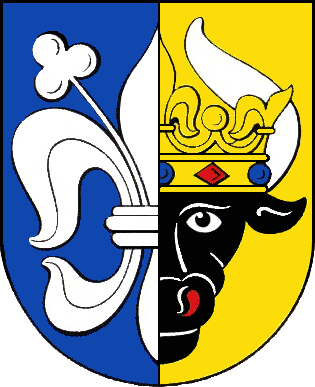
Wappen von Gnoien
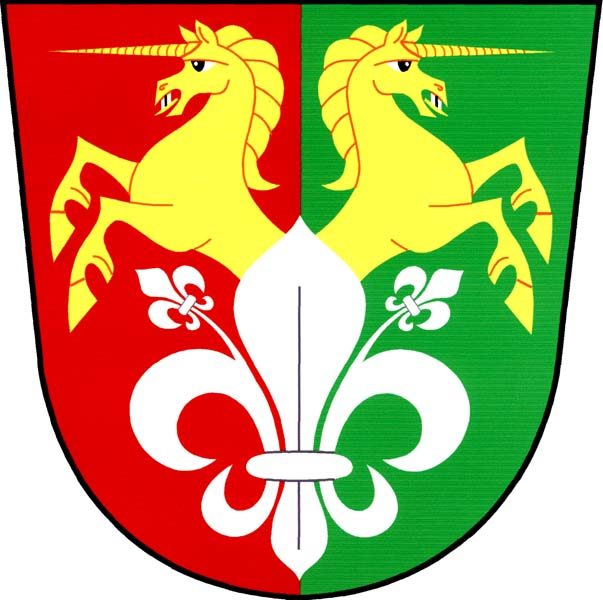
Wappen von Prasklice

### Weitere Logos und Zeichen

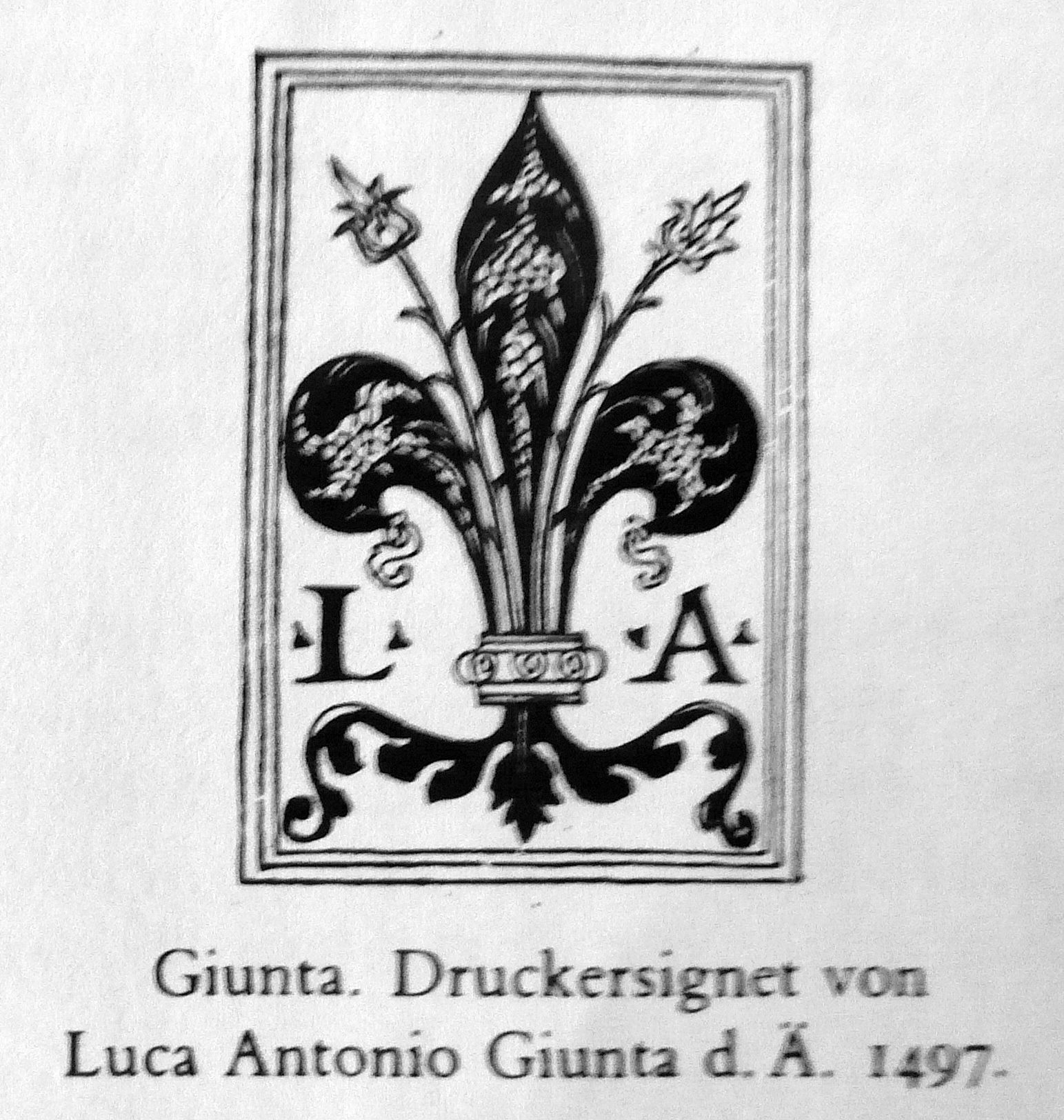
Signet der Buchdruckerfamilie der Giunti, 1497
Vereinswappen des italienischen Fußballvereins AC Florenz